# Fleninge distrikt
Fleninge distrikt är ett distrikt i Helsingborgs kommun och Skåne län. 
Distriktet ligger nordost om Helsingborg. 

## Tidigare administrativ tillhörighet
Distriktet inrättades 2016 och utgörs av Fleninge socken i Helsingborgs kommun.
Området motsvarar den omfattning Fleninge församling hade till årsskiftet 1999/2000.